# Willem Adriaan van der Stel
Willem Adriaan van der Stel (Haarlem, 24 augustus 1664 – Lisse, 11 november 1733) was de tweede gouverneur van de Kaapkolonie van 23 januari 1699 tot 1707. Zijn voorganger was zijn vader Simon van der Stel, getrouwd met Johanna Jacoba Six. Op 15-jarige leeftijd vergezelde hij zijn vader naar de Kaapkolonie. Hij werd hier kassier voor de Vereenigde Oostindische Compagnie.
In 1684 trouwde hij met Maria de Haes (-1721) , de dochter van François de Haes. In 1691 werd hij schepen in Amsterdam. In 1699 volgde Van der Stel zijn vader op als gouverneur van de Kaapkolonie. Die benoeming had hij te danken aan Nicolaas Witsen en hij benoemde een gebergte naar Witsen. Van der Stel stuurde diverse Aloe op naar de Hortus Botanicus Amsterdam. Naast zijn gouverneurschap had Van der Stel ook een landgoed, Vergelegen, in de buurt van het huidige Somerset-West, het landhuis is heden ten dage in gebruik als wijngoed.  In 1705 stuurden 63 vrije burgers een klachtschrift naar de Heren XVII, onder meer over de omvang van zijn bedrijvigheden. De reactie van Van der Stel was de gevangenzetting van Adam Tas en drie andere burgers. Maria de Haes deed in 1705 een poging tot zelfmoord, door in een bron te springen. Op 23 april 1707 werd Van der Stel afgezet en naar Holland ontboden voor een onderzoek. Op zijn landgoed werd beslag gelegd en Van der Stel werd door de VOC ontslagen.

Van der Stel is in 1733 overleden op zijn landgoed Uitermeer in Lisse. De grafsteen van Van der Stel is nog zichtbaar in de Hervormde kerk van Lisse.

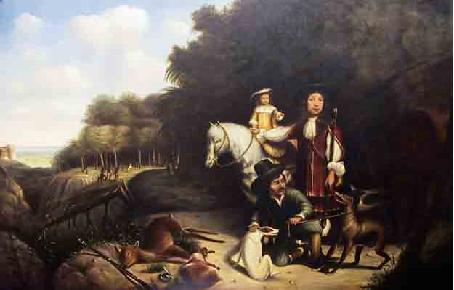
Replica van het portret van Simon van der Stel en zijn zoon Willem Adriaan (het origineel werd in 1962 tijdens een brand vernietigd).

- International Standard Name Identifier: 0000 0000 3747 0234
- Library of Congress Control Number: n97109936
- Nederlandse Thesaurus van Auteursnamen: 110379268
- Virtual International Authority File: 14061441
- WorldCat: E39PBJgd6jWW7CbF9rvbrw74MP